# Rhynchomydaea tuberculifacies
Rhynchomydaea tuberculifacies är en tvåvingeart som först beskrevs av Stein 1909.  Rhynchomydaea tuberculifacies ingår i släktet Rhynchomydaea och familjen husflugor. Inga underarter finns listade i Catalogue of Life.